# Đỗ Hành
Đỗ Hành (chữ Hán: 杜行) là một danh tướng đời nhà Trần và được biết đến với chiến công lớn nhất là bắt sống tướng nhà Nguyên Ô Mã Nhi. Ông người hương Cổ Hoằng, lộ Thanh Hoa nay là thôn Nhân Mỹ, xã Hoằng Ngọc, huyện Hoằng Hóa, tỉnh Thanh Hóa.
Trong cuộc chiến chống quân Nguyên lần thứ ba, quân sĩ nhà Trần bày trận đón quân Nguyên – Mông tại sông Bạch Đằng. Thống soái Trần Hưng Đạo trực tiếp chỉ huy trận đánh này. Cùng ra trận, có Thượng hoàng Trần Thánh Tông và vua Trần Nhân Tông. Trận địa ở Bạch Đằng Giang được bố trí kỹ lưỡng. Tướng Nguyễn Khoái chỉ huy đại quân Thánh Dực được giao trách phận đánh từ thượng nguồn xuống, gắng đẩy quân sĩ dưới quyền chỉ huy của Ô Mã Nhi vào chỗ tử địa có cắm cọc mà quân Trần đã bày trên sông.
Trận đánh dữ dội và quyết liệt. Đến tận lúc mặt trời đã lên cao, nước thủy triều rút mạnh, quân nhà Trần vờ thua rút chạy, chiến thuyền quân Nguyên ồ ạt đuổi theo. Bấy giờ, tướng Nguyễn Khoái chỉ huy đội quân Thánh Dực đánh dồn xuống và đúng lúc ấy, Thống soái Trần Hưng Đạo mới vào quân địch. Trong thế thua lại bị hãm vào tử địa, nhiều thuyền chiến của quân Nguyên bị cọc nhọn đâm thủng, nước ồ ạt chảy vào thuyền, nhiều binh lính bị chết chìm và bị bắn chết vô kể.
Lúc này, tướng Đỗ Hành chỉ huy toán quân bảo vệ Thượng hoàng và nhà vua. Đứng ở mũi thuyền, ông nhìn thấy một tướng quân Nguyên cao lớn, mặc áo giáp dày, đội mũ trụ, nhảy khỏi thuyền, đang ngụp lặn. Vốn là tay bơi giỏi, Đỗ Hành lao xuống sông, sải cánh bơi tới. Ông túm được tên tướng giặc, lôi lên thuyền. Ông đã bắt được tướng Ô Mã Nhi. Tướng Đỗ Hành còn bắt thêm được một tướng quân Nguyên nữa là Tích Lệ Cơ - một viên quý tộc cao cấp – thân vương của vua Nguyên. Hai tướng bị bắt được Đỗ Hành dâng lên thượng hoàng nhà Trần.
Tuy nhiên khi ban thưởng việc đánh dẹp giặc Nguyên, Đỗ Hành không được tước cao, chỉ được phong Quan nội hầu, vì khi bắt được Ô Mã Nhi không dâng lên nhà vua mà lại dâng lên thượng hoàng.